# Pedro Cabral (engenheiro)
Pedro Manso Cabral Filho (Salvador, 9 de abril de 1958), é um engenheiro e empresário brasileiro. É um dos retratados em “50 craques da propaganda brasileira”. Foi idealizador e fundador da Midialog, empresa que se tornou a AgênciaClick Isobar. É também membro do conselho global da holding inglesa Isobar.

## Biografia
Filho do advogado Pedro Manso Cabral, deputado estadual, secretário de justiça do Estado da Bahia e deputado federal pela ARENA e Partido Republicano. Se afastou da política nos anos 70, e se tornou empresário da indústria de alimentos, dono de uma fábrica de café e outra de doces, que produzia, entre outras coisas, a cocada Bahianinha, hoje fabricada pelo grupo Lemos Passos. Aos 50 anos, após sofrer um enfarte, Pedro Manso Cabral passou a se dedicar exclusivamente à carreira acadêmica. Hoje, é professor emérito da UFBA.
Sua mãe, Bisa Junqueira Ayres, trabalhou como jornalista e foi editora do caderno de cultura do jornal Tribuna da Bahia durante os anos 70.
Pedro Cabral é casado pela segunda vez e tem dois filhos do primeiro casamento.

## Formação
Em 1974, fez vestibular para Física, na PUC-Rio, mas mudou de curso e se formou como Engenheiro de Sistemas, pela faculdade de Engenharia Elétrica.
Também pela PUC-Rio, é mestre em Pesquisa Operacional, com a tese “Otimização da expansão do sistema elétrico brasileiro”. Cursou doutorado em Ciência da Computação, mas não chegou a defender sua tese sobre cinema e Inteligência Artificial.

## Carreira
Em 1982, passou num processo de seleção da Eletrobrás e, por 3 anos, trabalhou com pesquisas para a otimização da transmissão de energia no país.
Em 1985, foi consultor para um programa da Previdência de combate à fraude. No ano seguinte, o então ministro da Previdência, Waldir Pires, se candidatou ao governo da Bahia e o convidou a trabalhar na campanha eleitoral, fase em que começou a se interessar por marketing e propaganda. Com Waldir Pires eleito, Pedro Cabral assumiu parte da área de informática do governo estadual da Bahia, onde ficou por poucos meses.
Em 1990, em Los Angeles, durante a feira de computação Comdex em que foi lançado o Windows 3.0, assistiu a uma apresentação multimídia de um surfista sobre ondas e, por causa disso, idealizou a Midialog, empresa fundada em 1992 e que deu origem à AgênciaClick .

## AgênciaClick
A Midialog criava sistemas que automatizavam os processos de gestão de uma empresa, e também criava sistemas multimídia, como CD-Roms e catálogos interativos. Era essa segunda área dos negócios que mais despertava o interesse de Pedro Cabral.
Em 1999, a Midialog se dividiu em duas empresas e Pedro Cabral inaugurou, junto com Abel Reis, a MidiaClick. Alguns meses depois, a MidiaClick se tornou a AgênciaClick, autoproclamada a maior agência de internet do Brasil. Na coletiva que anunciou a nova agência, Pedro sugeriu que a remuneração dos trabalhos realizados pela Click estivessem atrelados aos resultados conseguidos pelos clientes.

## Carreira internacional
Em 2007, após a venda da AgênciaClick para a holding inglesa Isobar (que faz parte do conglomerado Aegis Group) tornou-se Presidente da Isobar Latin, com o objetivo de fomentar as operações do grupo na América Latina. Hoje, e sem operações em outros países da América Latina, a Isobar Latin passou a se chamar Isobar Brasil. Encabeçou a aquisição da Agência Age (hoje, ageIsobar) e da empresa que hoje se tornou a iProspect.
Em 2009, foi apontado pelo conselho do Aegis Group como Chairman Global da Isobar.
Em 2010, assumiu interinamente a presidência da Isobar América do Norte e passou 7 meses nos Estados Unidos, liderando o processo de unificação da quatro agências que formam hoje a USA Isobar.

## Destaques
- É membro da Academia Brasileira de Marketing[15] e ministra cursos de marketing e tecnologia pela Madia Marketing School.
- Foi presidente no Brasil do Interactive Advertising Bureau.
- Foi jurado do prêmio Big Idea Chair, da Yahoo!, em 2007.[16]
- Em 2009, foi um dos três finalistas ao prêmio de Publicitário do Ano, da Associação Brasileira de Propaganda.[17]